# Akbar Veliký
Džaláluddín Muhammad Akbar, také známý jako Akbar Veliký (Akbar-e Azám) (15. října 1542 – 12. listopadu 1605) byl indický panovník. Byl synem Nasiruddina Humájúna, vládce Mughalské říše. Je všeobecně považován za nejvýznamnějšího mughalského vládce a jednoho z největších panovníků celých indických dějin.

## Rozšiřování říše

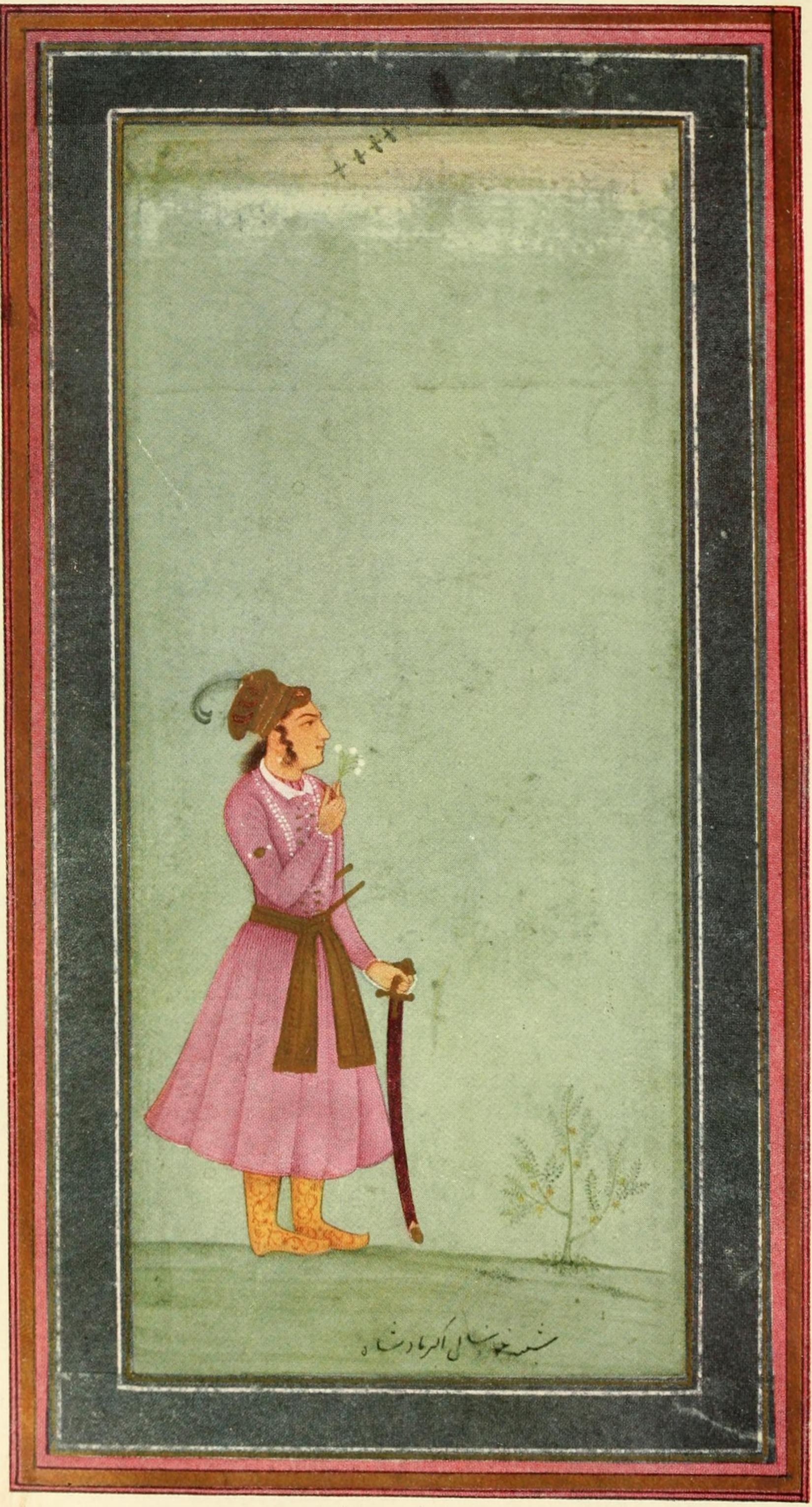
Akbar jako chlapec

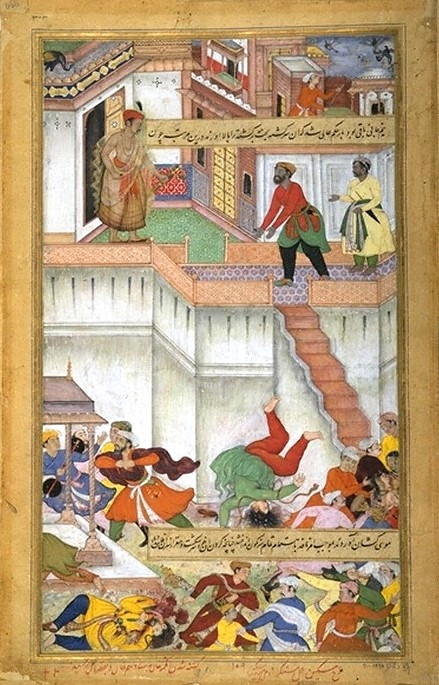
Poprava Akbarova nevlastního bratra Ádhama Chána

Akbar na trůn nastoupil roku 1556 jako čtrnáctiletý chlapec. Stalo se tak po smrti jeho otce Humájúna, který však ovládal pouze oblast dnešního Afghánistánu, Paňdžábu a část severní Indie. Už po svém nástupu na trůn musel Akbar čelit několika samozvancům, kteří ho chtěli připravit o trůn. Prvním z nich byl schopný bengálský vojevůdce Hémú, jehož Akbar porazil v druhé bitvě u Panipatu roku 1556. Nejprve se vítězství klonilo na Hémúovu stranu, ale poté, co byl Hémů vážně zraněn šípem a spadl ze slona, se jeho spojenci rozutekli. Po tomto vítězství musel Akbar čelit soupeřům přímo mezi svými dvořany. Mezi jeho blízkými se vytvořily dvě vzájemně soupeřící frakce, z nichž první vedl Bajram Chán, vojevůdce perského původu, zatímco druhá byla tvořena dvořany z okolí Akbarovy nevlastní matky Maham Angy. Její syn Ádham Chán vyrůstal spolu s Akbarem a získal u dvora významné postavení. Proslul krutostí, s níž spravoval nově dobyté území Málvy. Roku 1562 Ádham Chán probodl v Akbarově přítomnosti jednoho rádce a následně se pokusil zavraždit i Akbara. Byl však zadržen a popraven. Poté se Akbar zbavil i vlivu Bajrama Chána, jehož vyslal na pouť do Mekky. Tím se Akbar vymanil z vlivu svého okolí a začal samostatně vládnout. Od této chvíle věnoval velkou pozornost rozšiřování své říše. Akbar usiloval o sjednocení celé Indie pod svou vládou. Ještě pod vedením Bajrama Chána, roku 1560, ke svému území připojil Džajpur, Džódpur a několik menších rádžputských knížectví. Mnohem více územních zisků však provedl po svém osamostatnění, a to jak vojensky, tak i sňatkovou politikou. Právě sňatkem získal například významné rádžputské knížectví Ambér. Řadě rádžputských knížat pak udělil místa ve státní správě i přímo na svém dvoře. Rádžputská knížectví, která se odmítala stát jeho vazaly a spojenci, poté dobyl. Roku 1568 vedl nové tažení proti ránovi z Méváru. Ten se opevnil v hradě Čitauru, kde dlouho odolával mughalské přesile. Rádžputové nakonec provedli džauhar – ženy a děti se dobrovolně upálily, zatímco muži se vrhli do sebevražedného útoku bez ochranné zbroje. Zahynulo prý na 30 tisíc lidí. V roce 1573 Akbar obsadil Gudžarát během bleskového tažení, trvajícího i s přechodem pouště Thár pouhých 45 dní. Dále byla roku 1574 obsazena Urísu, 1576 Bengálsko, 1586 Kašmír, 1592 Sind a roku 1594 stárnoucí císař vybojoval na Persii Kandahár. Krátce před svou smrtí zahájil tažení do oblasti Dakšinu proti sultanátům Ahmadnagar, Bidžápúr a Gólkónda, které ale dokončili až jeho nástupci. Většiny svých válečných tažení se Akbar osobně zúčastnil jako vrchní velitel.

## Přesuny hlavního města
Akbar zpočátku sídlil, stejně jako jeho předchůdci, v Dillí, po roce 1560 však přesunul hlavní město říše do Agry, kde vybudoval palácovou pevnost i další stavby. Roku 1569 založil Akbar nedaleko Ágry, v místech, kde sídlil súfijský světec Salím Čiští, nové palácové město . Uvádí se, že Akbar město založil z vděčnosti ke světci Čištímu, který vládci předpověděl narození dlouho očekávaných potomků. Po návratu z vítězného tažení do Gudžarátu roku 1573 dal novému sídelnímu městu jméno Fatehpur Síkrí. Fatéhpur Síkrí představuje jednu z nejlepších ukázek mughalské architektury, jež se dochovala do současnosti. Akbar se osobně podílel na jeho projektování a dohlížel na stavební práce, údajně nějakou dobu pracoval přímo na stavbě mezi zedníky a kameníky. Poloha města však nebyla příliš šťastně zvolena a Fátehpur od počátku trpěl nedostatkem vody. Potíže se zásobováním města vodou nakonec dosáhly takových rozměrů, že roku 1585 byl Akbarův dvůr nucen pracně vybudované sídlo opustit. V posledních dvou desetiletích Akbarovy vlády se stal jeho oblíbeným sídelním městem Láhaur, jehož poloha byla strategicky velmi výhodná. Akbar pobyty v Láhauru střídal s návštěvami Ágry, kde nakonec roku 1605 i zemřel.

## Zákonodárství a reformy
Akbar proslul zejména jako zákonodárce a reformátor. V první řadě zavedl rovnost náboženství a roku 1564 zrušil dřívější potupnou daň džazja, vztahující se na všechny nemuslimy. Přestože byl sám muslim, podporoval hinduismus a zasadil se o překlad hinduistických knih do perštiny. Velmi se zajímal také o křesťanství a pozval do Indie jezuity. Za zmínku stojí také stavba Ibádat-chána (persky Dům uctívání), jakéhosi centra pro náboženské diskuze, jimž sám předsedal. Zakázal některé náboženské zvyklosti, které pokládal za nelidské, především dětská manželství, upalování vdov a zvířecí oběti. V pozdějších letech zavedl vlastní náboženství Dín e-Illáhí (Boží víra), které spojovalo prvky hinduismu, islámu, zoroastrismu a džinismu. Toto náboženství si však nezískalo větší oblibu, nepřijali je dokonce ani císařovi synové a přátelé, Akbar je však ani nikomu nevnucoval.

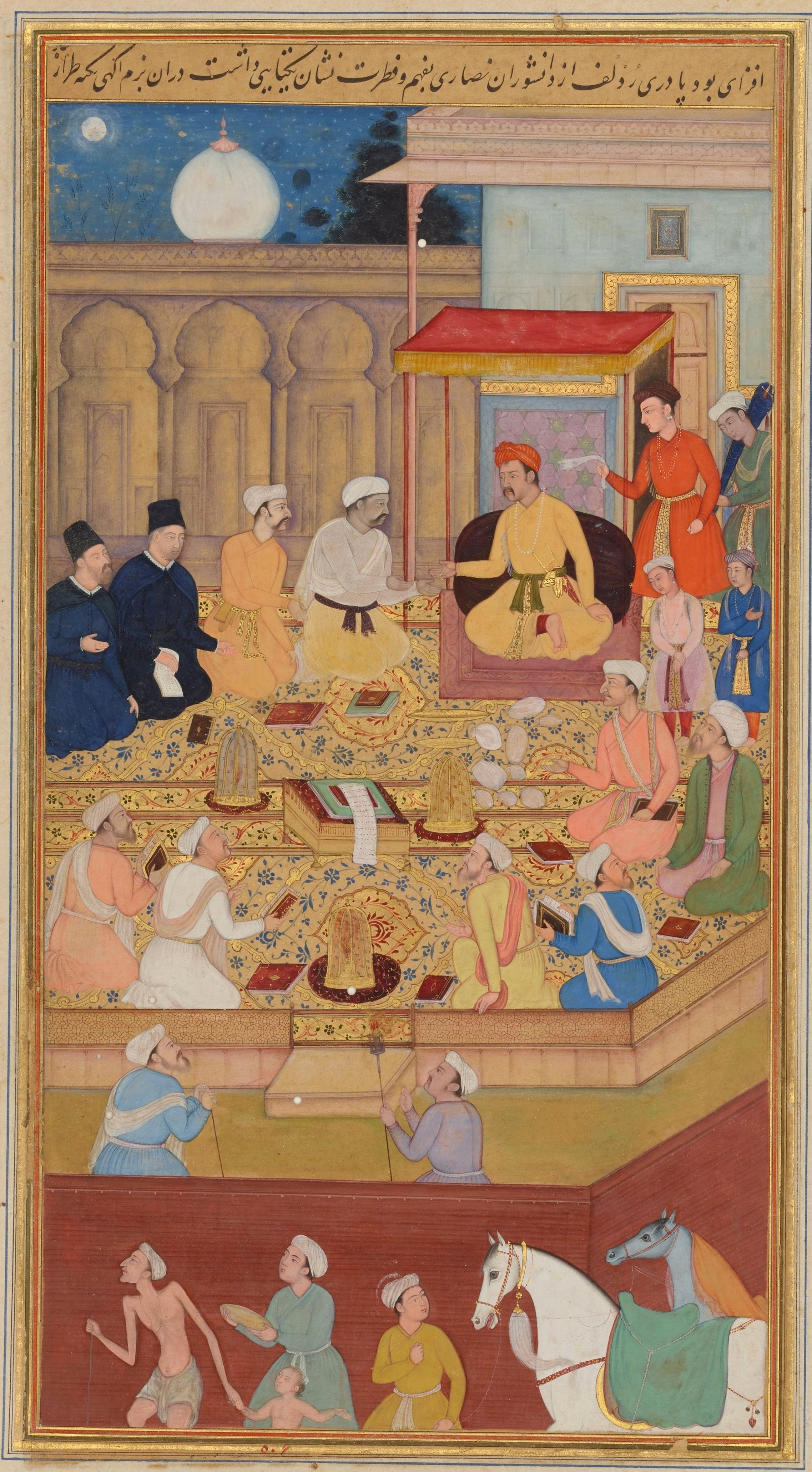
Akbar udílí audienci portugalským jezuitům.

Akbar provedl i celou řadu ekonomických a správních reforem. Upravil dosavadní složitou a nespravedlivou daňovou soustavu, zavedl první skutečnou policii na území Indie a provedl sjednocení měny. Změnil také formu feudálního vlastnictví půdy. Dosavadní systém dědičných lén změnil na nedědičné džagíry, které se po smrti držitele vracely do rukou panovníka, v případně závažných prohřešků měl panovník právo džagír držiteli odebrat i za jeho života. Důležité byly i Akbarovy snahy o rozvoj mezinárodních vztahů, vyslal několik poselstev do Osmanské říše, přijímal na svém dvoře portugalské vyslance a roku 1585 přijal i první Angličany na indické půdě, vedené londýnským kupcem Ralphem Fitchem, jemuž udělil obchodní koncesi. Přijal u svého dvora však i francouzského cestovatele Pierra-Oliviera de Malherbe s poselstvím krále Jindřicha IV.
Akbar podporoval literaturu, rozvoj vědy i umění, především malířství a architekturu. Na jeho dvoře působilo „devět klenotů“, což byla skupina učenců, literátů a filosofů, například kronikář Abul Fazl, matematik a ekonom Tódar Mal, hudební skladatel Tánsén nebo rádce Bírbal, proslulý svými vtipnými výroky. Za zmínku stojí, že Akbar ovládal asi dvanáct řemesel, například kovářství, kamenictví a kaligrafii. Při stavbě svého paláce ve Fátehpur Síkrí pracoval v kamenolomu a podílel se i na stavebních pracích spolu se zedníky. Zabýval se i výcvikem koní a slonů nebo konstruováním válečných strojů. Jeho oblíbenou zábavou byl lov s ochočenými gepardy, jichž během své vlády choval u dvora několik stovek. Akbar byl vegetarián a jeho oblíbeným nápojem byla voda z řeky Gangy. Mezi lidmi byl mimořádně oblíben a nepochybně měl velké zásluhy na rozvoji indické kultury.

## Rodina
Akbar měl 30 manželek, především rádžputských princezen. Přední místa mezi nimi zaujímaly dvě: amberská princezna Džódha Báí Čampavátí a potom Akbarova sestřenice Ruqija Sultan Begam. Zplodil s nimi celkem 9 dětí, z toho tři syny. Všichni však měli od mládí sklon k alkoholismu a závislosti na opiu a hašiši. Dva z nich, princové Murád a Danijál zemřeli ještě za Akbarova života. Třetí z nich, princ Salím, měl s otcem špatný vztah, během 90. let 16. století proti Akbarovi několikrát povstal, svedl Akbarovu konkubínu Anarkálí a roku 1602 dal popravit Akbarova oblíbeného rádce a dvorního kronikáře Abul Fazla. Akbar uvažoval o Salímově vydědění a předání nástupnictví některému z mladých Salímových synů. Nakonec ale krátce před smrtí Akbar jmenoval svým nástupcem Salíma, jenž poté nastoupil na trůn pod jménem Džahángír.